# Franciszek Gajewski (malarz)
Franciszek Gajewski (ur. 1897, zm. 1969) – polski artysta malarz związany z Bydgoszczą.

## Życiorys
Urodził się 30 stycznia 1897 r. w Bydgoszczy. Był synem Teofila, szewca, i Antoniny z Relków. Do szkoły powszechnej uczęszczał w rodzinnym mieście. Służbę wojskową odbył w armii niemieckiej. Od 1916 r. walczył na froncie zachodnim I wojny światowej, popadając w niewolę belgijską.
Zwolniony w 1918 r., zgłosił się jako ochotnik do Armii Polskiej we Francji. Do kraju wrócił w 1919 r. W 1920 r. brał udział w wojnie polsko-bolszewickiej. Po powrocie do Bydgoszczy uczył się w Państwowej Szkole Przemysłu Artystycznego pod kierunkiem profesorów Bronisława Bartla, Leona Dołżyckiego, Karola Mondrala i Antoniego Procajłowicza.
Cechowało go duże zaangażowanie twórcze. Lubił malować kwiaty, akty kobiece, martwe natury i architekturę miast, głównie pomorskich („Zamek w Gniewie”, „Ratusz w Chełmnie”, „Spichrze w Grudziądzu”). Najchętniej portretował Bydgoszcz. Pozostawił wiele ciekawych wizerunków malarskich i rysunkowych miasta nad Brdą. Szczególnie upodobał sobie bydgoską Wenecję, malował jej zakątki w różnych porach dnia i roku.
Prace wystawiał od 1926 roku w Muzeum Miejskim w Bydgoszczy. W 1937 i 1938 r. otrzymał nagrodę miasta Bydgoszczy, kilka jego prac zakupił ratusz bydgoski. Działał w Związku Artystów Plastyków Pomorskich i Radzie Artystyczno-Kulturalnej.
Lata okupacji niemieckiej przeżył w rodzinnym mieście. Po wyzwoleniu Bydgoszczy włączył się w nurt życia artystycznego. Działał w Bydgoskim Oddziale Związku Polskich Artystów Plastyków. Uczestniczył w wystawach okręgowych i ogólnopolskich. W 1950 r. zdobył pierwszą nagrodę miasta Bydgoszczy w dziale malarstwa w konkursie „Piękno Bydgoszczy w obrazie i grafice”, a w 1958 r. został laureatem nagrody plastycznej Bydgoszczy za całokształt twórczości. Dwukrotnie, w 1958 i w 1969 (po jego śmierci), bydgoskie Muzeum urządziło wystawy jego prac.
Wśród wielu jego prac wyróżniają się „Targ na Starym Rynku”, „Wenecja Bydgoska” (akwarela i obraz olejny). Duża kolekcja jego prac (rysunki, akwarele, prace olejne) znajduje się w Muzeum Okręgowym im. Leona Wyczółkowskiego w Bydgoszczy.
Zmarł 17 kwietnia 1969 r. w Bydgoszczy. Został pochowany na cmentarzu katolickim Matki Bożej Nieustającej Pomocy przy ul. Kossaka.

## Odznaczenia
- Krzyż Srebrny Orderu Wojskowego Virtuti Militari (1921)[2]
- Odznaka honorowa „Bydgoszcz Zasłużonemu Obywatelowi”.